# 弦楽三重奏のためのセレナーデ (ベートーヴェン)
セレナーデ ニ長調 作品8 は、ルートヴィヒ・ヴァン・ベートーヴェンが作曲した、弦楽三重奏のためのセレナーデ。

## 概要
この作品は1797年にウィーンのアルタリアから出版されており、そのことが1797年10月7日のウィーン新聞で告知されている。作曲の経緯について詳しいことは分かっていないが、1795年から1797年頃にかけて作曲が進められたものとみられる。
1803年12月には本作のヴィオラとピアノ用の編曲が出版される旨の告知がなされた。『フォルテピアノとヴィオラのためのノットゥルノ』との名称で作品番号42を与えられたこの編曲を作成したのはフランツ・クサーヴァー・クラインハインツである。ベートーヴェンは校訂を行ったに過ぎなかった。ベートーヴェンは同年9月22日付けでホフマイスターに宛てた手紙にこう綴っている。「私はそこかしこに手を入れて改良を施しましたが、これらの編曲を行ったのは私ではありません。ですので、貴方にも私がこれらの作者であると言ってもらいたくないと思っています、なぜならそれは嘘になりますし、私にはそうした作品に割く時間も労力もなかったのですから。」
ベートーヴェンは4曲の弦楽三重奏曲と本作を弦楽三重奏のために遺している。このセレナーデは弦楽三重奏曲に比べるとかなり寛いだ印象を与える。本作や弦楽三重奏曲第1番を習作と看做す向きもあるが、本作が完成後すぐに出版へ回されたこと、及び上述の編曲に許可を出したことから、ベートーヴェン自身がこの作品に高い価値を見出していたことが窺われる。事実、本作は傑作と呼ぶにふさわしい出来栄えとなっている。

## 楽曲構成
6つの楽章で構成される。演奏時間は約27分半。

### 第1楽章
Marcia: Allegro 4/4拍子 - Adagio 3/4拍子 ニ長調
行進曲。最終楽章も同じ主題の行進曲となっている。行進の主題が威勢の良い開始を飾る（譜例1）。
譜例1
行進曲部分は前後半に反復記号が置かれており、各々繰り返すとそのままアダージョに転じて新しい主題が奏される（譜例2）。アダージョ部は弦楽四重奏曲に近い書法を用いているとの指摘がある。
譜例2
アダージョ冒頭からの反復が指定されており、それを終えるとニ短調の主題が現れる（譜例3）。
譜例3
譜例2を再現すると弱音によって穏やかな終わりを迎える。

### 第2楽章
Menuetto: Allegretto 3/4拍子 ニ長調
メヌエット。メヌエット部は計23小節で構成され、前後半を反復する。冒頭主題は譜例4による。
譜例4
同様に小規模なトリオは譜例5で開始する。その終わりにメヌエット・ダ・カーポとなる。
譜例5
最後にコーダが付されており、ピッツィカートのみで譜例4の断片を奏して閉じられる。

### 第3楽章
Adagio - Scherzo: Allegro molto - Adagio - Allegro molto - Adagio 2/4拍子 ニ短調
アダージョによるヴァイオリンとヴィオラの二重奏で幕を開ける（譜例6）。
譜例6
譜例6による展開が十分に深まらないうちに、フェルマータで進行が止められたかと思うとアタッカとの表記と共にニ長調のスケルツォに突入する（譜例7）。
譜例7
スケルツォの前後半の繰り返しが終了するとアダージョ・テンポ・プリモとなって譜例6が回帰する。さらにスケルツォ部の挿入があるが、最後はアダージョに戻って静まっていく。

### 第4楽章
Allegretto alla polacca 3/4拍子 ヘ長調
ポロネーズ。生き生きとした主題で開始する（譜例8）。
譜例8
複数のエピソードを挟みながら都度譜例8を再現しつつ進み、その間にチェロが譜例8を受け持つなどの変化を加えていく。生気を保って楽章は終わりを迎える。

### 第5楽章
Andante quasi allegretto 2/4拍子 ニ長調
主題と6つの変奏からなる。まず、譜例9の主題が奏される。
譜例9
第1変奏ではヴァイオリンが主題を細かい音型で奏する。第2変奏ではヴィオラが中心となり三連符を用いた変奏を行う。ニ短調に転じた第3変奏は重音を用いたシンコペーションによる変奏である。第4変奏では調性をニ長調に戻し、チェロが旋律を受け持つ。アレグロ、6/8拍子となる第5変奏では旋律がヴァイオリンに戻り、スタッカートの伴奏に乗って軽快な変奏が繰り広げられる。最終変奏では元のテンポと拍子に戻り、穏やかに楽章が締め括られる。

### 第6楽章
Marcia: Allegro 4/4拍子 ニ長調
譜例1による。前後半をそれぞれ繰り返す形になっており、明るい調子で全曲に終止符が打たれる。